# 구글 크롬 앱
구글 크롬 앱(Google Chrome App), 간단히 크롬 앱(Chrome App)은 구글 크롬 웹 브라우저에서 실행되는 웹 애플리케이션이다. 크롬 앱은 앱, 확장 기능, 테마를 설치하거나 가져올 수 있는 크롬 웹 스토어로부터 받을 수 있다. 호스팅(hosted)과 패키지(packaged) 형태의 2가지 유형이 있으며 실행 파일의 위치가 각기 다르고 대상 용도 또한 차이가 있다.
2016년 8월 19일, 구글은 2016년 말까지 패키징과 호스팅 유형 모두에 대해 윈도우, 맥, 리눅스용 크롬 앱을 단계적으로 중단을 시작할 것이라고 발표하였으며 2018년 초 이 프로세스는 마무리되었다. 구글은 그러나 해당 앱이 가까운 장래까지는 크롬 OS에서 지원 및 유지 보수를 계속해나갈 것이라고 언급했다.
2020년 1월 15일, 구글은 크롬이 크롬 앱의 지원을 2020년 3월을 기점으로 완전한 중단을 시작할 것이며 소비자에게는 2021년 6월까지, 기업에게는 2022년 6월까지 지원을 계속할 것이라고 발표하였다.

## 앱의 유형
크롬 앱은 호스팅과 패키징 유형 중 하나가 될 수 있다. 호스팅 앱은 원격 서버에서 백그라운드 웹 페이지를 갖춘 앱을 말하며 이 앱은 즐겨찾기나 바로가기와 같이 동작한다. 패키지 유형의 앱은 로컬 스토리지를 이용하는 오프라인 기능의 앱이다.

## 같이 보기
- 파이어폭스 애드온
- 프로그레시브 웹 애플리케이션